# Gomère
Gomère (en hébreu גמר) ou Gomer est un des patriarches cités dans le livre de la Genèse (Gn. 10:2, dite Table des peuples). Il est l'aîné des enfants de Japhet. Les fils de Gomère sont au nombre de trois : Ashkenaz, Riphath et  Togarma (ou Thygramme). Certains ajoutent un quatrième fils à Gomère, en la personne de Samothée. Mais Samothée est absent des sources bibliques et historiographiques de l'époque. 
Le nombre de 3 fils est cité dans la Bible (Gn. 10:2), la Bible hébraïque (ou Tanakh) (Gn. 10:2) et dans Les Antiquités Judaïques (Tome premier - Chapitre 4) de Flavius Josèphe. Les noms des trois fils de Gomère font l'objet de différences orthographiques selon les époques de traduction. Flavius Josèphe essaie d'établir un lien entre les noms des fils de Gomère et certains peuples indo-européens. 
C'est ainsi que Flavius Josèphe nous dit que Gomère eu trois fils : 
-       Ashkénaz (ou Aschanaz ou Aschanaxes) qui donna son nom aux Aschanaziens (ou Aschanaxiens), que les Grecs nomment Réginiens 
-       Riphath, qui donna son nom aux Riphathéens, que les Grecs nomment Paphlagoniens (habitants de Paphlagonie)
-       Togarma (ou Thorgam, ou Thygramme) qui donna son nom aux Thorgaméens (ou Thygramméens), que les Grecs nomment Phrygiens (habitants de Phrygie)
Selon Flavius Josèphe, Gomer, ou Gomar(ès) serait à l'origine du peuple Gaulois. À sa suite, on a établi des liens sémantiques entre le Gomer biblique et les Cimmériens, les Celtes, les Germains.
C'est dans le cadre de cette filiation supposée par Flavius Josèphe entre Gomer et les Gaulois que certaines sources sur les origines celtiques en Gaule introduiraient le personnage de Samothée qui est par ailleurs absent des textes bibliques. Les sources présentant Samothée comme fils de Gomer ne sont pas citées.  